# Quatre Jours de Dunkerque 2009
La 55e édition de la course cycliste, les Quatre Jours de Dunkerque a eu lieu du 5 au 10 mai 2009. La compétition est classée 2.HC sur l'UCI Europe Tour 2009.

## La course
On retrouve au départ de cette édition trois des quatre derniers vainqueurs de la course. Stéphane Augé le vainqueur sortant, ne part pas sans ambition même s'il semble qu'il sera difficile pour lui de faire le doublé.

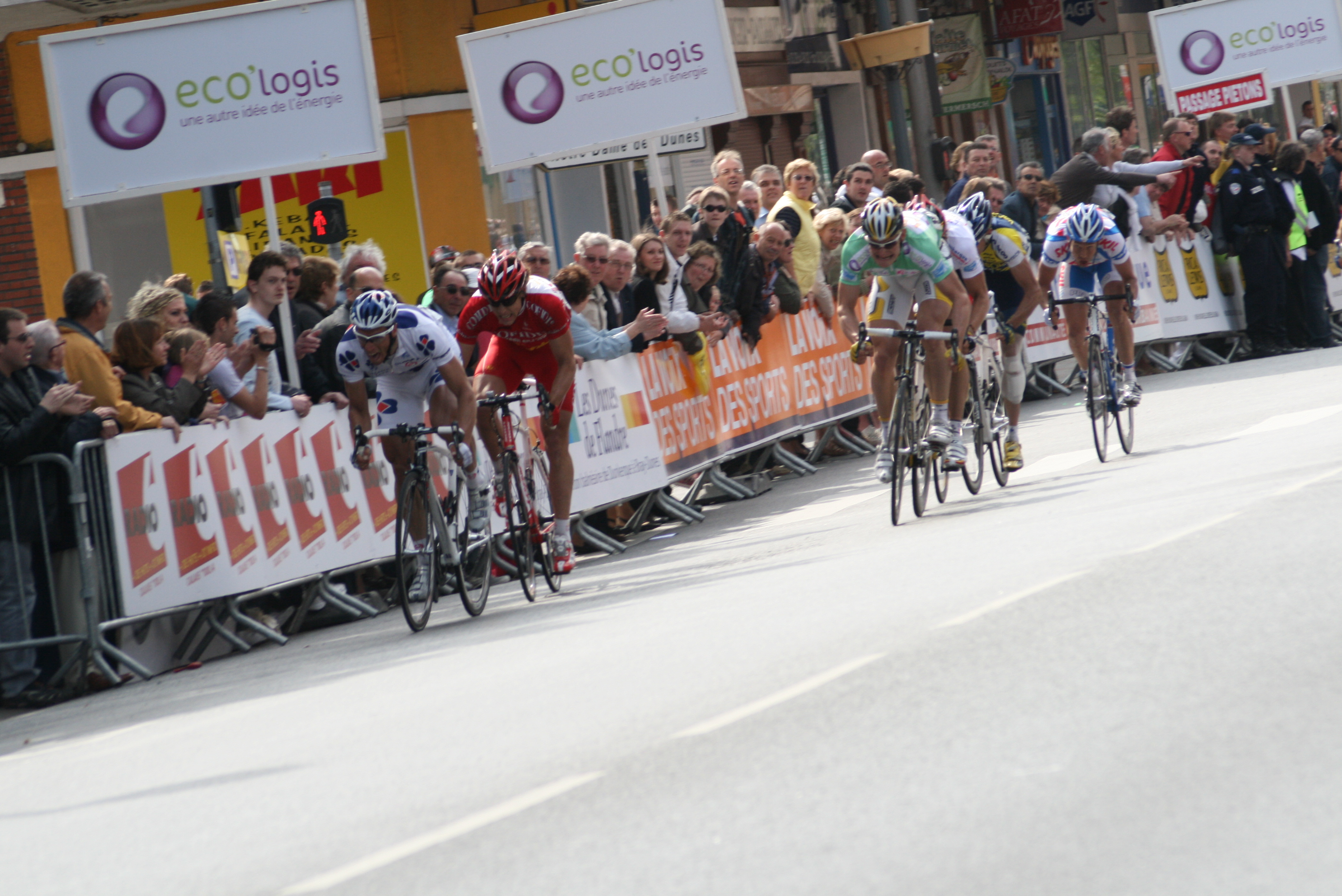
Arrivée de la 6e étape à Dunkerque.

La première étape, longue de 186,9 km est marquée par l'échappée du duo David Le Lay (Agritubel) et Pieter Vanspeybrouck (Topsports Vlaanderen). Partis au kilomètre 114, ils n'ont jamais pris une avance supérieur à 25 secondes. Dans le dernier kilomètre, le Français Tony Gallopin (Auber 93) tentait une dernière offensive pour éviter le sprint, sans succès. C'est finalement le Néerlandais Kenny van Hummel (Skil Shimano) qui s'imposa au sprint devant le Français Sébastien Chavanel (Française des Jeux) et le Belge Steven de Jongh (Quick Step). Il endossa du même coup le maillot rose de leader.
L'étape suivante amenait les coureurs à Arques. Trois coureurs se sont détachés assez vite, il s'agissait d'Anthony Ravard (Agritubel), Bastien Delrot (Roubaix Lille Métropole) et le futur lauréat, Jimmy Engoulvent (Besson-Sojasun). Ils ont compté près de 10 minutes d'avance sur le peloton. Rejoints d'abord au kilomètre 124 par Samuel Dumoulin (Cofidis) et Jérôme Pineau (Quick Step) puis à trois kilomètres du but par le reste du peloton. Mais finalement, c'est Jimmy Engoulvent qui réussit à devancer les sprinteurs pour remporter sa quatrième victoire de la saison. André Greipel, deuxième de l'étape dépossède Kenny van Hummel de son maillot de leader.

## Étapes
| \| Dunkerque Coudekerque-Branche Arques Sangatte Béthune Douai Hazebrouck Boeschepe Lesquin \| Carte des villes accueillant les départs et les arrivées. |
| Dunkerque Coudekerque-Branche Arques Sangatte Béthune Douai Hazebrouck Boeschepe Lesquin                                                                 |

| Étape     | Date   | Villes étapes                |                             | Distance (km) | Vainqueur d’étape  | Leader du classement général |
| --------- | ------ | ---------------------------- | --------------------------- | ------------- | ------------------ | ---------------------------- |
| 1re étape | 5 mai  | Dunkerque - Dunkerque        |                             | 186,9         | Kenny van Hummel   | Kenny van Hummel             |
| 2e étape  | 6 mai  | Coudekerque-Branche - Arques |                             | 178,9         | Jimmy Engoulvent   | André Greipel                |
| 3e étape  | 7 mai  | Bleriot-Plage - Béthune      |                             | 228,1         | Sébastien Duret    | Sébastien Minard             |
| 4e étape  | 8 mai  | Douai - Douai                | Contre-la-montre individuel | 18            | Sébastien Rosseler | Sébastien Rosseler           |
| 5e étape  | 9 mai  | Hazebrouck - Boeschepe       |                             | 195,4         | Pierrick Fédrigo   | Rui Costa                    |
| 6e étape  | 10 mai | Lesquin - Dunkerque          |                             | 172,3         | André Greipel      | Rui Costa                    |

## Classement final

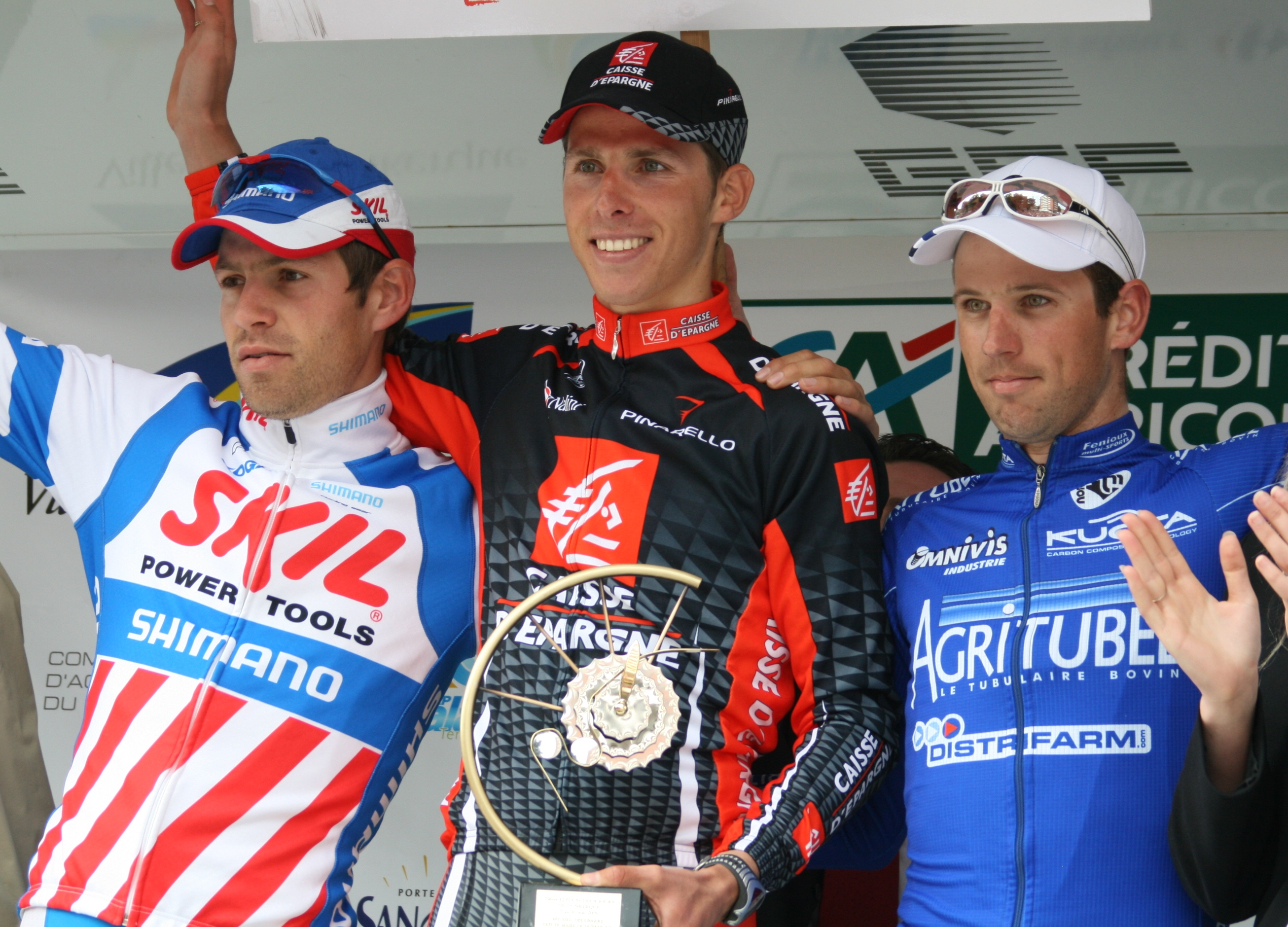
Podium des Quatre Jours de Dunkerque 2009 : Cyril Lemoine (3e), Rui Costa (vainqueur) et David Le Lay (2e).

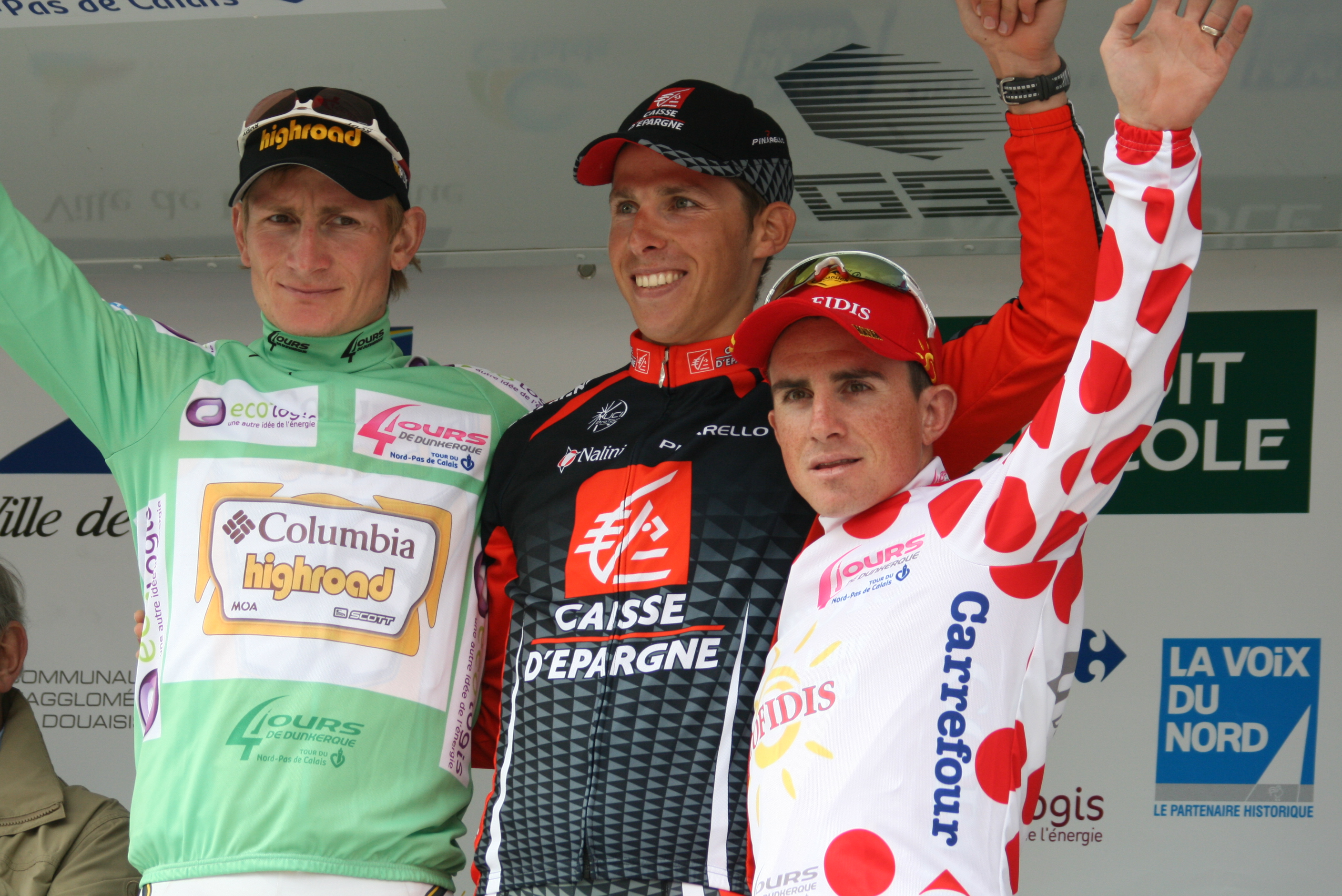
André Greipel, Rui Costa et Samuel Dumoulin, vainqueurs du classement par points, du classement général et du classement de la montagne.

| Classement général final | Classement général final | Classement général final | Classement général final | Classement général final |
|                          | Coureur                  | Pays                     | Équipe                   | Temps                    |
| ------------------------ | ------------------------ | ------------------------ | ------------------------ | ------------------------ |
| 1er                      | Rui Costa                | Portugal                 | Caisse d'Épargne         | en 23 h 36 min 57 s      |
| 2e                       | David Le Lay             | France                   | Agritubel                | + 9 s                    |
| 3e                       | Cyril Lemoine            | France                   | Skil-Shimano             | + 18 s                   |
| 4e                       | André Greipel            | Allemagne                | Columbia-High Road       | + 22 s                   |
| 5e                       | Jürgen Roelandts         | Belgique                 | Silence-Lotto            | + 24 s                   |
| 6e                       | Pierrick Fédrigo         | France                   | BBox Bouygues Telecom    | + 30 s                   |
| 7e                       | Luis Pasamontes          | Espagne                  | Caisse d'Épargne         | + 34 s                   |
| 8e                       | Stéphane Augé            | France                   | Cofidis                  | + 35 s                   |
| 9e                       | Yukiya Arashiro          | Japon                    | BBox Bouygues Telecom    | + 38 s                   |
| 10e                      | Matthieu Ladagnous       | France                   | La Française des jeux    | m.t                      |
| modifier                 |                          |                          |                          |                          |